# 안나 팰치

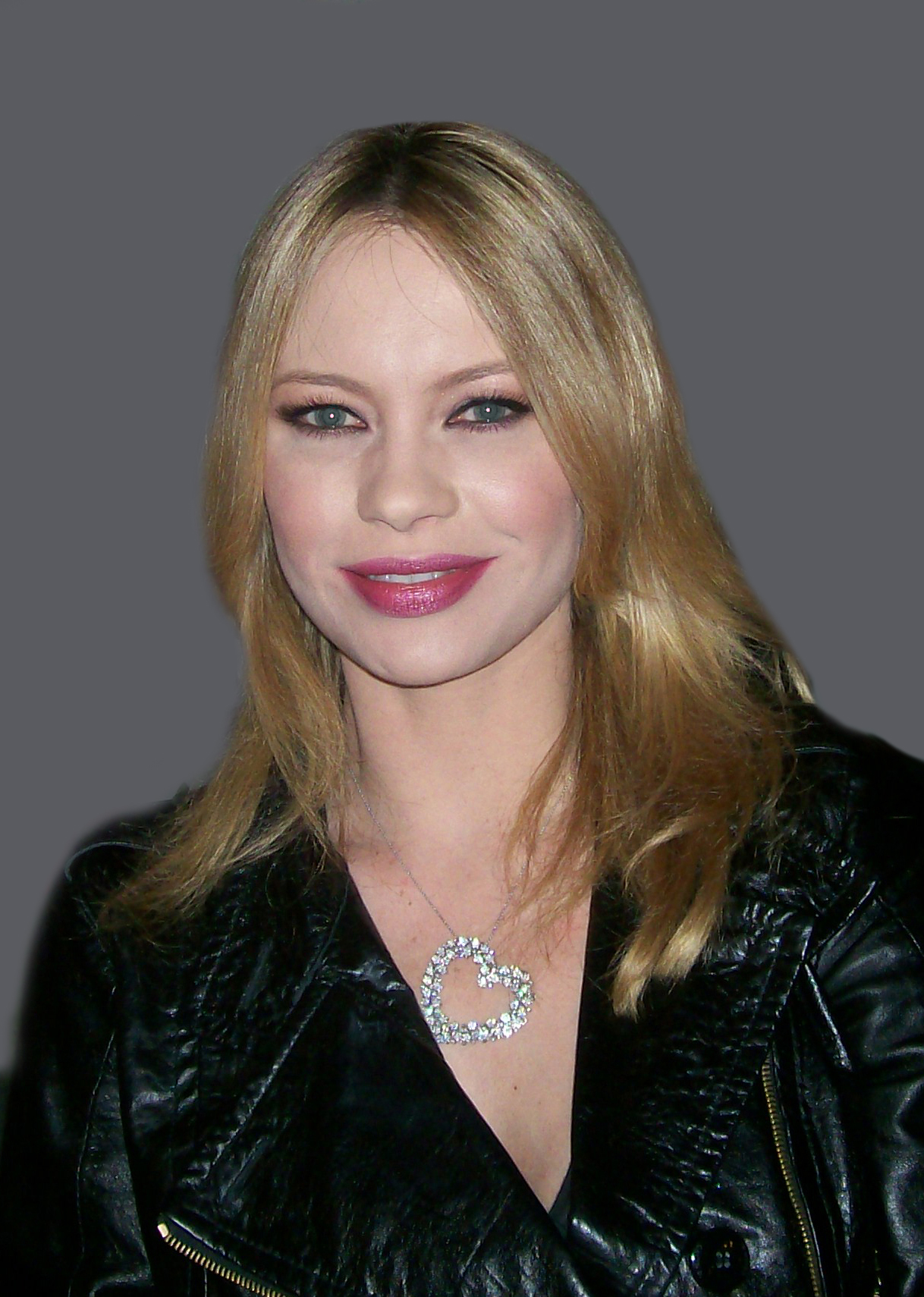

안나 팰치(Anna Falchi, 1972년 4월 22일 ~ )는 이탈리아의 모델, TV 사회자, 영화배우, 가수, 텔레비전 배우이다.
탐페레에서 태어났다.

## 영화
- 박스 오피스 3D (2011년)
- 원 라이프, 메이비 투 (2010년)
- 세잔느 어페어 (2009년)
- 알레나토레 넬 팔로네 2 (2008년)
- 러브 스파이 (2001년) - 엘레나 역
- 스노우볼 (1995년)
- 델라모테 델라모레 (1994년) - 그녀 역